# Kachlānlū
Kachlānlū (persiska: Kacharānlū, کچلانلو) är en ort i Iran.   Den ligger i provinsen Nordkhorasan, i den nordöstra delen av landet, 500 km öster om huvudstaden Teheran. Kachlānlū ligger 1 257 meter över havet och antalet invånare är 755.
Terrängen runt Kachlānlū är kuperad åt sydväst, men åt nordost är den platt.Runt Kachlānlū är det ganska glesbefolkat, med 27 invånare per kvadratkilometer. Närmaste större samhälle är Bojnourd, 12,2 km nordost om Kachlānlū. Omgivningarna runt Kachlānlū är i huvudsak ett öppet busklandskap.